# Hurts Like Heaven
«Hurts Like Heaven» es un sencillo de la banda británica Coldplay, incluida en su quinto álbum de estudio, Mylo Xyloto. Se enmarca dentro de los géneros dance-rock, indie rock y new wave. Los cuatro integrantes del grupo la compusieron junto Brian Eno. Salió al público el 27 de julio de 2012 como el último sencillo del disco, y su videoclip se estrenó el 8 de octubre del mismo año. El vinilo de 7" incluyó una interpretación en vivo de «Us Against the World», extraída del álbum Live 2012, como lado B. 
Compuesta principalmente por el guitarrista Jonny Buckland, en «Hurts Like Heaven» reflejaron influencias de bandas como The Cure, Echo and the Bunnymen y LCD Soundsystem. La crítica destacó su energía y estilo cercano al new wave, así como su potencial para los conciertos en estadios. Coldplay lanzó la canción como sencillo en 2012 en diversos formatos físicos y digitales, con ediciones específicas para Alemania, Estados Unidos, Italia, el Reino Unido y otros países europeos. 
En cuanto a su rendimiento comercial, logró un éxito moderado. Entró en listas secundarias de Bélgica, donde alcanzó el top 10 en Flandes y Valonia, y también figuró entre los diez primeros en Islandia. Tuvo una presencia discreta en Italia, Corea del Sur y los Países Bajos, y obtuvo posiciones más bajas en el Reino Unido y Estados Unidos. La canción se presentó por primera vez en junio de 2011, antes del lanzamiento oficial, y la interpretaron de forma regular durante el Mylo Xyloto Tour. También incluyeron la canción en festivales como Glastonbury y BBK Live. 
El videoclip oficial, de estilo animado y con estética de cómic, se estrenó en octubre de 2012. Forma parte del universo narrativo de Mylo Xyloto y retrata una historia distópica protagonizada por dos jóvenes rebeldes que desafían la opresión con arte y color, en un mundo gobernado por el dictador Major Minus. 

## Antecedentes y lanzamiento

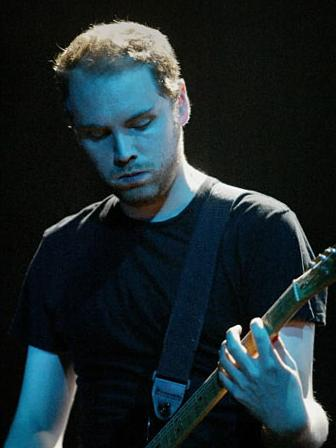
Martin señaló que «Hurts Like Heaven» marcó un papel más activo de Buckland (en la imagen, 2013) en la banda.

En una entrevista con The Independent, el vocalista Chris Martin afirmó que el guitarrista Jonny Buckland tuvo un papel significativo en la creación de «Hurts Like Heaven». Sobre la canción, declaró: «Es totalmente de Jonny. Solo tiene dos acordes. Las canciones son más de grupo, con más guitarra. Jonny está saliendo de su capullo. Estamos probando cosas arriesgadas». Algunas reseñas señalaron que refleja influencias de otros artistas. En su adelanto de Mylo Xyloto, la revista Q comentó que «las melodías, al igual que el título, remiten a los íconos de los años ochenta que Coldplay logró canalizar con éxito en A Rush of Blood to the Head». Destacó especialmente la influencia de The Cure y Echo and the Bunnymen, y mencionó que Martin «canta como si tuviera prisa». También describió el estribillo como «agridulce y estimulante, como las mejores canciones pop de Robert Smith y compañía», y afirmó que el puente con el whoa oh oh ofrece el primer gran momento del disco pensado para ser coreado por el público en los estadios. Por su parte, Rolling Stone y The A.V. Club compararon la canción con el estilo de LCD Soundsystem; este último la definió como un «homenaje enérgico» a la banda.
Coldplay lanzó «Hurts Like Heaven» en formato digital en Alemania el 27 de julio de 2012 a través del sello EMI. En los Estados Unidos, la canción estuvo disponible desde el 30 de julio bajo Parlophone, y Capitol la envió a los formatos radiofónicos adult album alternative el 6 de agosto, seguida por su distribución en emisoras de modern rock el 7 de agosto. En Italia, Warner Music la promocionó en radios de éxitos contemporáneos a partir del 14 de septiembre de 2012. Finalmente, en el Reino Unido, Parlophone publicó un vinilo de 7'' el 20 de abril de 2013. En la edición británica, el tema se publicó como descarga digital en una versión editada. En Europa, el sencillo apareció en formato CD con tres pistas: una versión para radio, la versión del álbum y una instrumental. También se lanzó un vinilo de 7'' que incluía la versión editada de «Hurts Like Heaven» como lado A, y una interpretación en vivo de «Us Against the World», extraída del álbum Live 2012, como lado B.

## Música y letra

### Composición

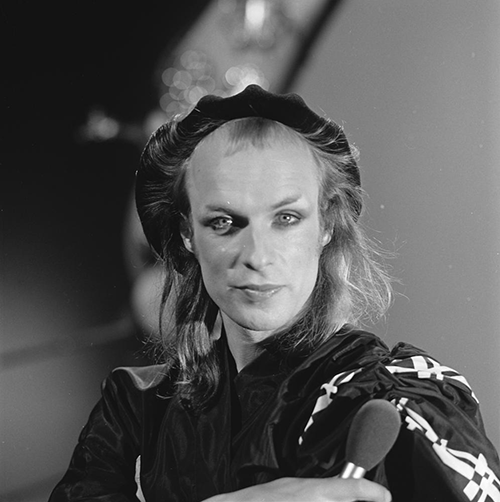
Brian Eno (en la imagen, 1974) participó en la creación del tema como uno de sus compositores.

La canción pertenece a los géneros dance-rock, indie rock y new wave, y fue compuesta por los cuatro integrantes de Coldplay junto a Brian Eno. Chris Martin interpretó la voz principal, mientras que Jonny Buckland se encargó de la guitarra, Guy Berryman del bajo y Will Champion de la batería. Mark Stent realizó la mezcla, y el dúo Tappin Gofton estuvo a cargo del diseño gráfico. Las ilustraciones que acompañaron el lanzamiento fueron obra de los miembros del grupo y el artista conocido como Paris (32).

### Estructura musical
Según la partitura publicada por MusicNotes, «Hurts Like Heaven» está compuesta en mi bemol mayor y sigue un ritmo regular de cuatro tiempos por compás, con un tempo rápido. La progresión de acordes se basa principalmente en mi bemol mayor, si bemol y fa con sexta añadida (fa6), con algunas variaciones como mi bemol mayor con séptima (Ebmaj7) y mi bemol mayor con novena (Ebmaj9).
La estructura de la canción incluye una introducción instrumental, dos estrofas, un pre-coro, un estribillo que se repite con ligeras variaciones, un puente y una coda final. El verso que da título a la canción When you use your heart as a weapon, then it hurts like heaven (en español: «Cuando usas el corazón como arma, el dolor es celestial») corresponde a la línea central del estribillo. La parte vocal abarca desde un si bemol en la tercera octava (si♭3) hasta un si bemol en la quinta octava (si♭5), lo que cubre un rango de dos octavas. La instrumentación combina guitarras eléctricas con procesamiento digital y sintetizadores.

## Recepción

### Crítica especializada
«Hurts Like Heaven» recibió en general críticas positivas. Will Hermes, de Rolling Stone, le otorgó tres estrellas y media sobre cinco y destacó los «excelentes arreglos de guitarra». También señaló que el ritmo acelerado de la letra recordaba por momentos a «All My Friends» de LCD Soundsystem. En su reseña de Mylo Xyloto, Ian Cohen, de Pitchfork, calificó la canción como «una pieza notablemente aerodinámica de rock inspirador de uso general, que nunca resulta excesiva, incluso con las declaraciones ambiguamente trascendentes de [Chris] Martin». Josh Modell, de The A.V. Club, elogió el tema y lo describió como «un buen golpe a la fórmula», al tiempo que definió a la banda como «expertos en repetir fórmulas». Mikael Wood, de Spin, escribió que la canción «se apoya en un ritmo ágil de new wave que justifica el guiño en su título a The Cure». Por su parte, Andy Gill, de The Independent, afirmó que la canción abre el álbum en uno de sus puntos más altos, con un estilo animado y capas de guitarras diversas sobre una base pop vibrante.

### Rendimiento comercial
La canción tuvo un desempeño modesto en las listas musicales. En Bélgica, alcanzó el noveno puesto en la lista Ultratip Bubbling Under de Flandes y el octavo en la de Valonia. En Islandia llegó al décimo lugar según la emisora pública RÚV, mientras que en Italia alcanzó la posición 44 en el ranking de reproducción radial elaborado por EarOne. En los Países Bajos, ocupó el segundo lugar en la Dutch Top 40 Tipparade —lista de canciones que no ingresaron al Top 40 oficial—. También se ubicó en el puesto 21 del listado internacional de Gaon en Corea del Sur. En el Reino Unido, alcanzó el puesto 157 en la lista de sencillos de The Official Charts Company, y en Estados Unidos llegó al número 27 en el conteo Alternative Songs de Billboard.

## Vídeo musical

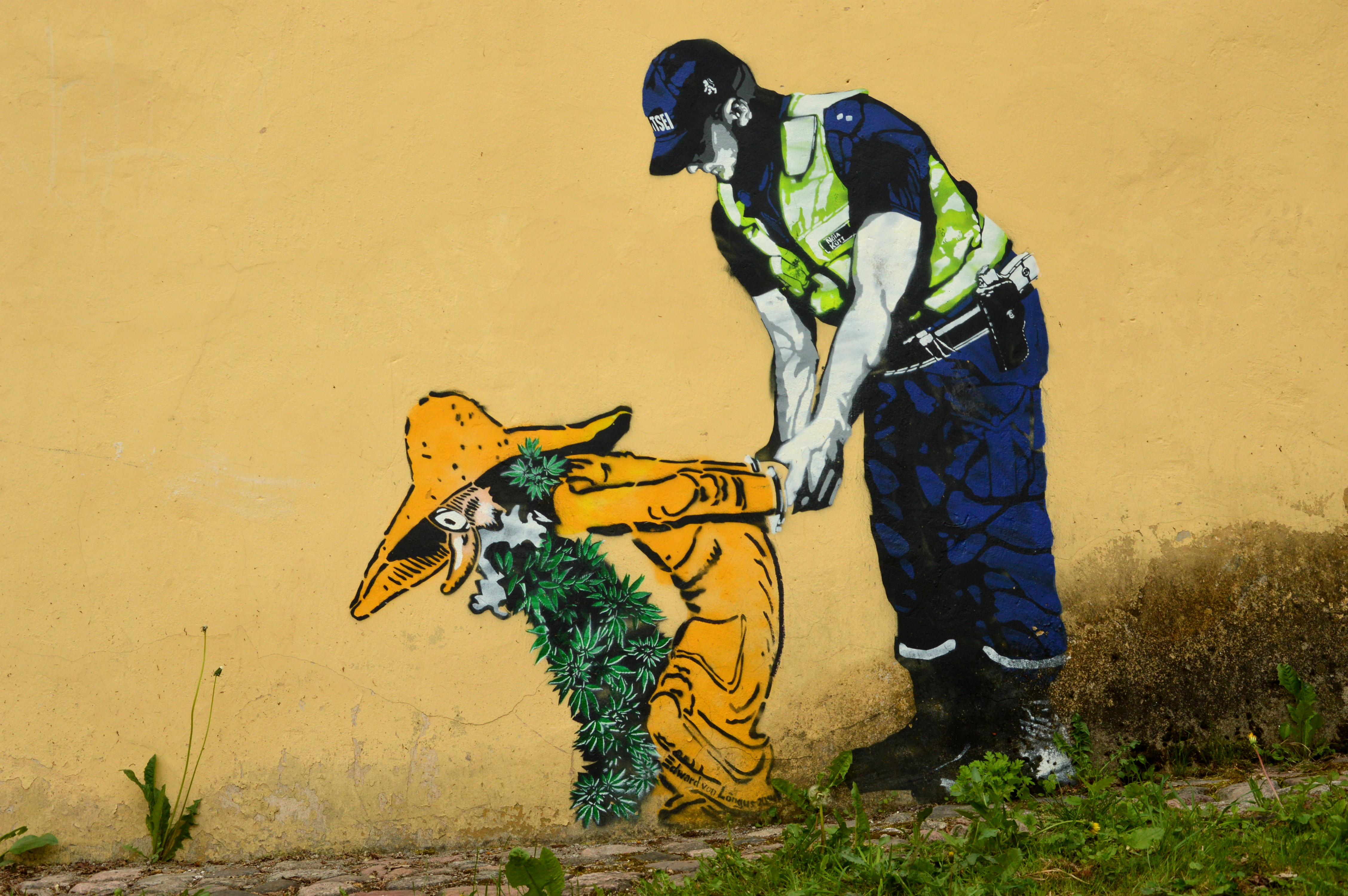
El arte urbano inspiró el universo visual del cómic Mylo Xyloto. El videoclip adapta su primer número donde los grafitis simbolizan resistencia y libertad creativa.

Coldplay anunció el videoclip durante la Comic-Con de San Diego de 2012. La banda publicó un adelanto de 30 segundos en su cuenta de Twitter la noche del 5 de octubre, y estrenó el video completo el 8 de octubre del mismo año. El clip, que no muestra a los integrantes del grupo, presenta una animación con estética de cómic ambientada en una historia distópica futurista. Se trata de una versión animada del primer número de la serie Mylo Xyloto. Dirigido por Mark Osborne e ilustrado por Alejandro Fuentes, el video incorpora destellos de neón, un recurso visual recurrente en la promoción del álbum. Además, sirvió como publicidad para la historieta, publicada de forma mensual desde febrero de 2012.
La historia transcurre en Silencia, un mundo gobernado por el dictador Major Minus, quien busca eliminar los colores y sonidos de las calles. Controla a la población mediante propaganda —como carteles que invitan al silencio— y con el apoyo de su ejército, los llamados «silencers». El video sigue a Aiko y Lela, dos «sparkers» (personas capaces de usar energía para crear grafitis brillantes y coloridos), que junto a otros como ellos iluminan las calles de Silencia mientras huyen de los silencers, quienes finalmente logran capturarlos y arrestarlos.

## Presentaciones en vivo y versiones

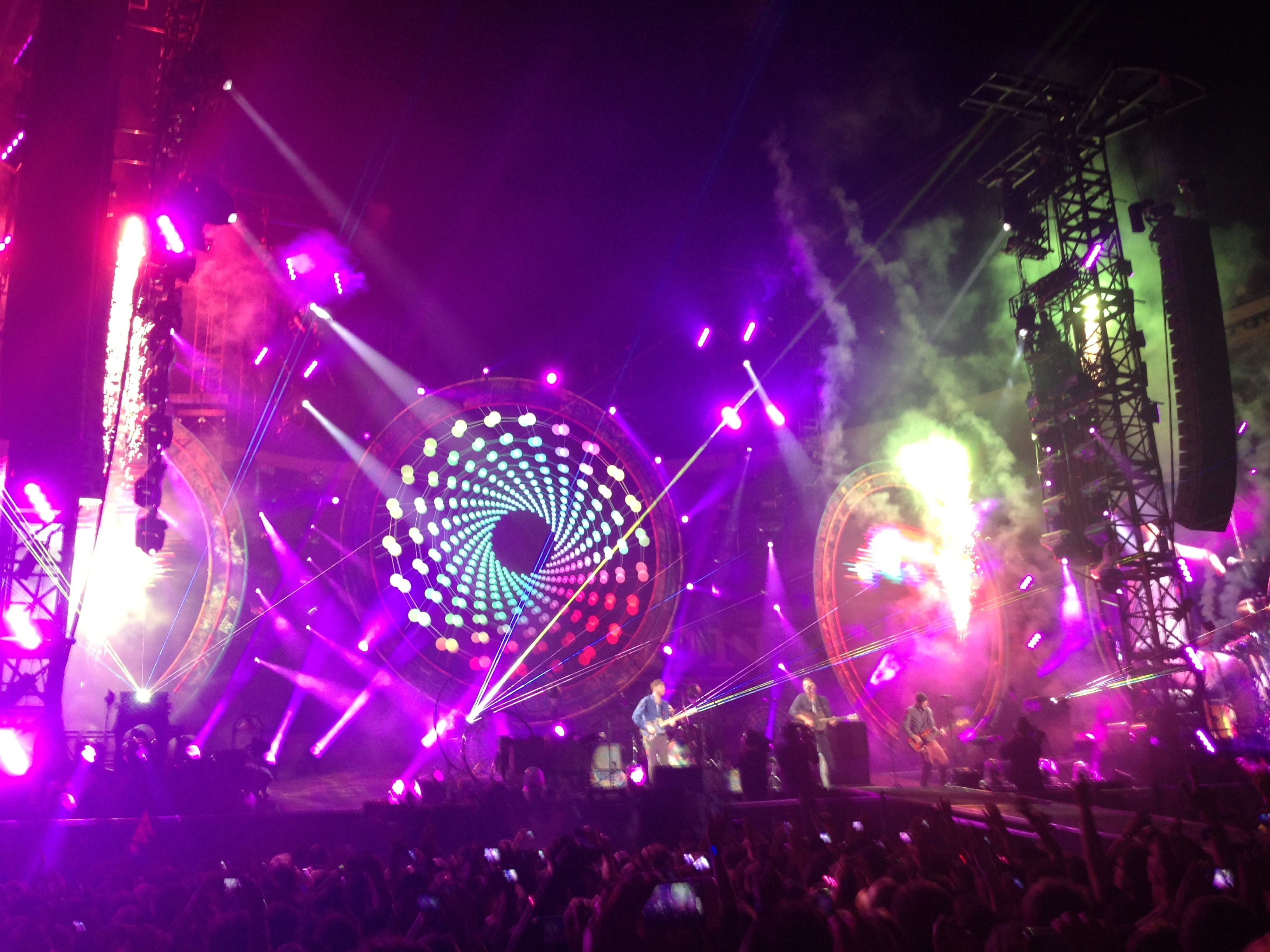
«Hurts Like Heaven» siendo presentada durante el Mylo Xyloto Tour, en Sídney, Australia (2012).

Presentaron «Hurts Like Heaven» por primera vez el 4 de junio de 2011 en el festival Rock am Ring, en Núremberg, Alemania. A partir de entonces, la incluyeron como tema de apertura en todas las fechas del Mylo Xyloto Tour, justo después del instrumental «Mylo Xyloto». También presentaron la canción en eventos destacados como el Festival de Glastonbury, el 25 de junio de 2011 o el BBK Live en Bilbao, España. La actuación en el Estadio de Francia formó parte del documental Coldplay: Live 2012.
Un remix oficial realizado por el productor británico Kat Krazy, se publicó el 28 de diciembre de 2012. Esta versión formó parte de la estrategia promocional posterior al lanzamiento del sencillo original. Ese mismo día, se estrenó como tema de apertura del programa Dance Anthems de BBC Radio 1, presentado por Danny Howard.

## Lista de canciones
| Reino Unido - Descarga digital |                            |          |  |
| N.º                            | Título                     | Duración |  |
| 1.                             | «Hurts Like Heaven» (Edit) | 3:58     |  |

| Europa - Sencillo en CD |                                     |          |  |
| N.º                     | Título                              | Duración |  |
| 1.                      | «Hurts Like Heaven» (Radio Edit)    | 4:20     |  |
| 2.                      | «Hurts Like Heaven» (Album Version) | 3:58     |  |
| 3.                      | «Hurts Like Heaven» (Instrumental)  | 4:21     |  |

| Europa - Vinilo de 7" |                                         |          |  |
| N.º                   | Título                                  | Duración |  |
| 1.                    | «Hurts Like Heaven» (Edit)              | 3:58     |  |
| 2.                    | «Us Against The World» (From Live 2012) | 3:52     |  |

## Créditos y personal
Créditos adaptados de las notas del sencillo en CD de «Hurts Like Heaven».
- Chris Martin: voz, composición
- Jonny Buckland: guitarra, composición
- Guy Berryman: bajo, composición
- Will Champion: batería, composición
- Brian Eno: composición
- Tappin Gofton: diseño
- Coldplay, Paris (32): ilustración
- Mark Stent: mezcla

## Posicionamiento en listas musicales
| País              | Lista                         | Mejor posición |
| 2011–2012         | 2011–2012                     | 2011–2012      |
| ----------------- | ----------------------------- | -------------- |
| Bélgica (Flandes) | Ultratip Bubbling Under       | 9              |
| Bélgica (Valonia) | Ultratip Bubbling Under       | 8              |
| Corea del Sur     | Gaon                          | 21             |
| Estados Unidos    | Alternative Songs (Billboard) | 27             |
| Islandia          | RÚV                           | 10             |
| Italia            | Italy Airplay (EarOne)        | 44             |
| Países Bajos      | Dutch Top 40 Tipparade        | 2              |
| Reino Unido       | UK Singles Chart              | 157            |